# Porrhothele modesta
Espèce
Porrhothele modesta est une espèce d'araignées mygalomorphes de la famille des Porrhothelidae.

## Distribution
Cette espèce est endémique de Nouvelle-Zélande. Elle se rencontre vers le lac Waikaremoana.

## Description
La carapace de la femelle holotype mesure 9,5 mm de long sur 9,0 mm et l'abdomen 14,5 mm de long sur 10,5 mm et la carapace du mâle paratype 7,2 mm de long sur 6,4 mm et l'abdomen 8,8 mm de long sur 6,4 mm.

## Systématique et taxinomie
Cette espèce a été décrite par Forster en 1968.

## Publication originale
- Forster, 1968 : « The spiders of New Zealand. Part II. Ctenizidae, Dipluridae. » Otago Museum Bulletin, vol. 2, p. 1-72 & 126-180.